# سرزمین دلیری
«سرزمین دلیری» (انگلیسی: Arena of Valor) یا King of Glory یک بازی ویدئویی است که توسط تنسنت و در سال ۲۰۱۵ و در پلت‌فرم‌های اندروید و آی‌اواس منتشر شده‌است.

## تاریخچه
نسخه اولیه این بازی در ۲۶ نوامبر سال ۲۰۱۵ برای اندروید و iOS ارائه شد.